# Terre inhumaine
Terre inhumaine is een toneelstuk van de Fransman François de Curel.

## Toneelstuk
François de Curel schreef dit drama in drie akten in 1922. Het verhaal gaat over Paul Parisot, een spion ten tijde van de Eerste Wereldoorlog. Deze komt thuis van een missie en ontdekt dat Victoria, de vrouw van een Duitse generaal, is ingekwartierd bij zijn moeder Pauline. Victoria probeert vervolgens Paul te verlinken bij haar man, maar slaagt er maar niet in hem te bereiken. Paul komt achter haar pogingen en probeert op zijn beurt Victoria te vermoorden om zijn werkzaamheden voort te kunnen zetten.
Het toneelstuk ging in première op 13 december 1922 in het toenmalige Théâtre des Arts in Parijs. In 1928 en in 1930 werd het verfilmd. William C. de Mille regisseerde in 1930 This mad world, met in de hoofdrollen Basil Rathbone, Kay Johnson en Louise Dresser.

## Muziek
Vanaf 24 januari 1924 was het toneelstuk te zien in het Nationaltheatret in Oslo; het droeg toen de titel Brændende jord. De voorstellingen werden opgeluisterd door muziek geleid door de componist en dirigent Johan Halvorsen. Hij koos daartoe een tweetal werken van derden: Jules Massenet, een intermezzo uit Scenes hongroises, en Giacomo Puccini, een intermezzo. Zelf schreef Halvorsen een intermezzo onder zijn pseudoniem d’Ambrosio. De muziek wordt geacht verloren te zijn gegaan. Ster van de voorstellingen was Johanne Dybwad als Victoria.